# منتخب جزر فارو لكرة الطائرة للسيدات
منتخب جزر فارو لكرة الطائرة للسيدات هو ممثل جزر فارو الرسمي في المنافسات الدولية في كرة طائرة للسيدات.